# 茨城県立牛久栄進高等学校
茨城県立牛久栄進高等学校（いばらきけんりつ うしくえいしんこうとうがっこう）は、茨城県牛久市東猯穴町にある茨城県立の高等学校。

## 沿革
- 1986年10月6日 - 茨城県条例第49号により設置
- 1986年10月7日 - 牛久高校に開設準備室を設置
- 1986年12月19日 - 普通教室棟、管理棟、特別教室棟竣工
- 1986年1月18日 - 体育館竣工
- 1987年4月1日 - 現在地に開校
- 1987年4月7日 - 第1回入学式を挙行
- 1987年8月26日 - 校歌制定
- 1987年11月14日 - 開校式挙行
- 1987年11月24日 - グラウンド竣工
- 1988年11月30日 - 校歌碑・校訓碑除幕
- 1989年3月31日 - 特別教育活動棟竣工
- 1989年5月31日 - プール竣工
- 1992年3月20日 - ブライトホール竣工
- 1997年3月15日 - 多目的ホール、トレーニングルーム竣工
- 1997年11月27日 - 茨城県県立高等学校学則一部改正。全日制課程の普通科を単位制に改編
- 1998年4月7日 - 全日制課程普通科（単位制）第1回生入学。
- 1999年1月26日 - 単位制の機能を備えた新築棟竣工
- 2000年1月6日 - 管理棟・図書館棟増設工事竣工
- 2006年6月1日 - 普通教室に空調設備導入

## 学校行事

### 全校行事
- 6月 栄進祭（文化祭）
- 7月 全校野球応援
- 7月 Eishinオープンハイスクール
- 8月 オープンカレッジ講座
- 9月 栄進カップ
- 10月 芸術鑑賞会

## 部活動
- 空手道部
- 弓道部
- 剣道部
- 柔道部
- 硬式テニス部
- 硬式野球部
- サッカー部
- 卓球部
- 水泳部
- ハンドボール部
- バスケットボール部
- バドミントン部
- バレーボール部
- 陸上競技部
- イラスト部
- 英語部
- 科学部
- 家政部
- 書道部
- 吹奏楽部
- 美術部
- 文芸部
- JRC部
- 園芸部
- 写真部
- 演劇部
- 映像研究部
- みらい同好会

## 交通
- つくば駅（つくばセンター）とひたち野うしく駅を結ぶ路線バスで「牛久栄進高校」下車。

## 著名な出身者
- 神谷浩史 - 声優
- 河西りえ - タレント
- 小松﨑花菜 - 名古屋テレビ放送（メ～テレ）アナウンサー
- 佐藤克則 - 映画監督
- ティムラズ・レジャバ - ジョージアの外交官、在日本ジョージア大使